# Карачаров, Иван Николаевич
Иван Николаевич Карачаров (29 августа 1903, с. Богатое, Курская губерния — 15 октября 1943, Лоевский район, Гомельская область) — красноармеец Рабоче-крестьянской Красной Армии, участник Великой Отечественной войны, Герой Советского Союза (1943).

## Биография
Иван Карачаров родился 29 августа 1903 года в семье крестьянина села Богатое (ныне — Ивнянский район Белгородской области).
В храме Вознесения Господня села Богатое был крещен с именем Иоанн.
В 1914 году окончил 3 класса церковноприходской школы. Работал в ракитянской конторе «Союззаготкожсырье» сначала рабочим, а позже директором.
В 1943 году Карачаров был призван на службу в Рабоче-крестьянскую Красную Армию Ивнянским райвоенкоматом. С 28 апреля того же года — на фронтах Великой Отечественной войны, был стрелком 685-го стрелкового полка 193-й стрелковой дивизии 65-й армии Центрального фронта. Освобождал территорию Украины и Белоруссии. Отличился во время битвы за Днепр.
В сентябре 1943 года стрелковый полк, в котором служил Карачаров И. Н., с боями вышел к Днепру. 15 октября с раннего утра и до позднего вечера бойцы из подручных средств делали плоты, лодки, а ночью форсировали реку.
15 октября 1943 года Карачаров одним из первых в своём подразделении переправился через Днепр в районе деревни Крупейки Лоевского района Гомельской области Белорусской ССР. Во время переправы его плот был потоплен, а сам Карачаров И. Н. получил ранение, но тем не менее сумел проплыть около 200 метров до западного берега и вступить в бой. Гранатами он забросал вражеский окоп, уничтожил 7 фашистов и ворвался в траншею неприятеля. Его примеру последовали другие бойцы. Когда гитлеровцы предприняли попытку контратаки, он огнем из автомата отражал атаки и уничтожил ещё несколько десятков фашистов. В тот же день Карачаров И. Н. погиб в бою. Похоронен в посёлке Лоев.
Указом Президиума Верховного Совета СССР от 30 октября 1943 года красноармеец Иван Карачаров посмертно был удостоен звания Героя Советского Союза. Также посмертно был награждён орденом Ленина.

## Память
- На памятнике, установленном на братской могиле в городе Лоев, Лоевского района, Гомельской области, Беларуси среди имен захороненных бойцов есть имя Героя Советского Союза Карачарова Ивана Николаевича[3].
- На здании школы в селе Богатое установлена мемориальная доска.